# Domingos Simões Pereira

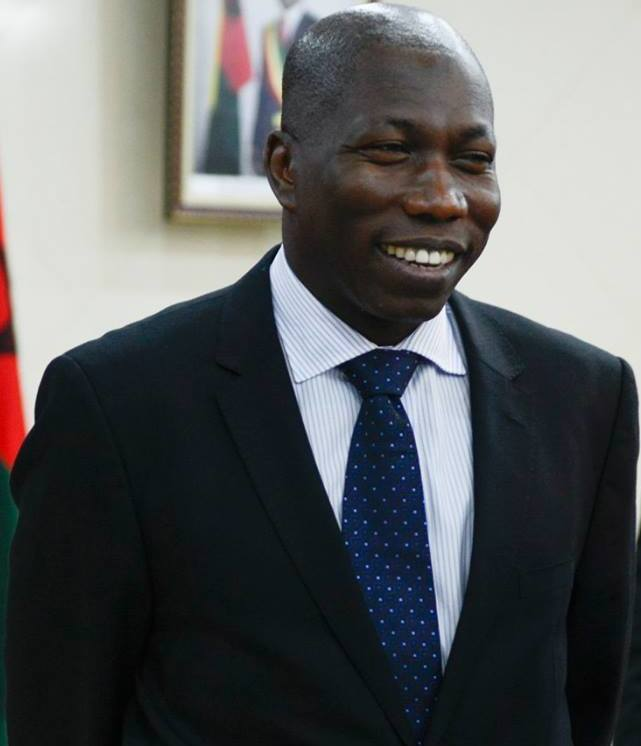
Domingos Simões Pereira (2015)

Domingos Simões Pereira (* 20. Oktober 1963 in Farim, Portugiesisch-Guinea) ist ein Politiker aus Guinea-Bissau der Partido Africano da Independência da Guiné e Cabo Verde (PAIGC), der unter anderem von 2008 bis 2012 Generalsekretär der Gemeinschaft der Portugiesischsprachigen Länder sowie zwischen 2014 und 2015 Premierminister von Guinea-Bissau war. Seit dem 9. Februar 2014 ist er Vorsitzender der PAIGC.

## Leben
Pereira war nach einem Studium als Ingenieur tätig. Er wurde 2002 Minister für soziale Infrastruktur (Ministro das Infraestruturas Sociais) im Kabinett von Premierminister Mário Pires und bekleidete diesen Ministerposten bis 2003. In der Regierung von Premierminister Carlos Gomes Júnior bekleidete er von 2004 bis 2005 das Amt des Ministers für öffentliche Arbeiten (Ministro das Obras Públicas).
Als Nachfolger von Luís de Matos Monteiro da Fonseca wurde er im Juli 2008 Generalsekretär der Gemeinschaft der Portugiesischsprachigen Länder CPLP (Comunidade dos Países de Língua Portuguesa) und bekleidete diese Funktion, bis er durch Murade Isaac Murargy im September 2012 abgelöst wurde. Für seine dortigen Verdienste wurde er am 30. Juli 2012 zum Großkreuz des Orden des Infanten Dom Henrique ernannt. Am 9. Februar 2014 wurde er als Nachfolger von Carlos Gomes Júnior Vorsitzender der Partido Africano da Independência da Guiné e Cabo Verde (PAIGC).
Am 4. Juli 2014 löste Pereira Rui Duarte de Barros als Premierminister ab und bekleidete dieses Amt bis zum 20. August 2015. Zu seinem Nachfolger ernannte Präsident José Mário Vaz daraufhin den früheren Verteidigungsminister Baciro Djá.
Die Präsidentschaftswahl in Guinea-Bissau am 24. November/29. Dezember 2019 verlor er im zweiten Wahlgang gegen seinen Gegenkandidaten Umaro Sissoco Embaló.